# 三十年式銃剣
三十年式銃剣（さんじゅうねんしきじゅうけん）は、1897年(明治30年)に陸軍で採用された日本の銃剣。当初の制式名称は三十年式歩兵銃銃剣（三十年式歩兵銃々剣）だったが、1907年(明治40年)に改称された。第二次世界大戦における日本の敗戦まで日本軍の主力銃剣として使用されていた。

## 概要

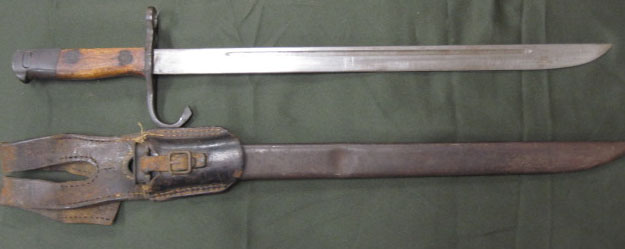
三十年式銃剣。下段は附属の鞘と剣差。基本的に兵士は剣差を帯革に通し銃剣を左腰部に装備する

旧式化した村田銃の後継として三十年式歩兵銃が採用されるのに伴い、同時に採用されたのが三十年式歩兵銃銃剣である。なお、三十年式歩兵銃の騎兵銃（騎銃）型である三十年式騎銃には着剣装置が無く、銃剣使用は考慮されていない。のちに三十年式歩兵銃の改良小銃として採用された三八式歩兵銃の採用に合わせ、1907年（明治40年）12月に制式名称を三十年式銃剣に改称している（三八式歩兵銃の騎兵銃型たる三八式騎銃は着剣装置を有す）。開発当初は、欧米列強国と比し低い平均身長である日本人兵士が、三十年式歩兵銃に着剣した銃剣で、歩兵にとって重大な脅威となる敵騎兵の腹部を十分に刺突できる長さをもつこととされていた。
外観上の特徴は日本刀を模した片刃の刀身（剣身）である。列強諸国がスパイク状、両刃状の刀身を用いたのと比べて文化的差異が現れている。しかしながら、あくまで銃剣は刺突のためのものであり、出征時に刃を付ける際には先端から約190mmまでと定められていた。左右に血抜き用の溝（樋）が彫られている。明治-昭和初期までは、刀身には表面保護が施されておらず文字通りの白刃であったが、1940年（昭和15年）以降は刀身にも黒染め処理が導入されている。刀身の長さと黒い色から、将兵からは「ゴボウ剣」の愛称・通称を与えられた。刀身は平時には危害防止の観点から刃引きされており、出征の直前に刃を付けるよう定められていた。刃付けにはグラインダー等の工具が用いられ、研削の痕が残る程度に荒砥ぎされた状態になるのが一般的である。総生産数は約840万振。

## 生産・運用等

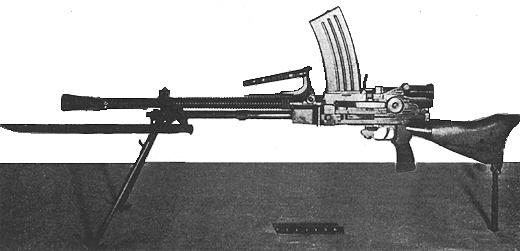
三十年式銃剣を着剣した九九式軽機関銃

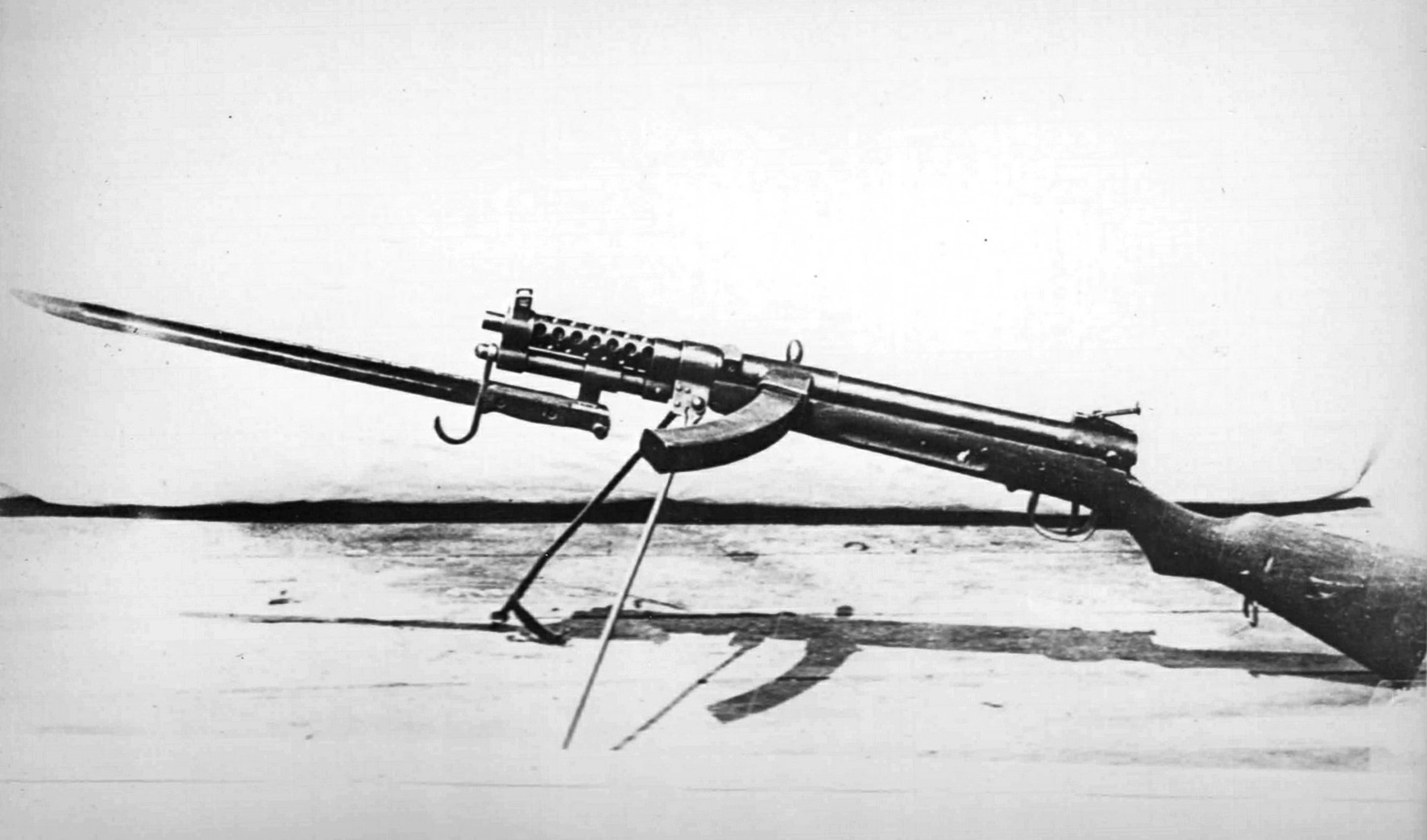
三十年式銃剣を着剣した改修三型機関短銃

生産は東京砲兵工廠（のち陸軍造兵廠東京工廠ないし東京第一陸軍造兵廠）に始まり、後には陸軍造兵廠小倉工廠（のち小倉陸軍造兵廠）、および陸軍造兵廠名古屋工廠（のち名古屋陸軍造兵）も加わっている。さらに昭和期の日中戦争(支那事変)以降は兵器需要の高まりのため、民間委託生産によって豊田自動織機、松下金属、光精機、金城削岩機、理研鋼材、愛三工業などが生産に携わっている。
約半世紀にわたり生産されていたため細かいバリエーションが20種類ほど存在し、概ね「前期」「後期」「末期」に大分することができる。特徴は、前期の刀身は白磨き、後期-末期は刀身が夜戦時の反射防止を目的とした黒染めとなる点が挙げられるが、製造所と製造時期により差が有る。刀身はやや先細りの形状で、両面に溝（樋）が彫られていたが、後期以降には鍔からまで切っ先手前までが平行形状となり、溝も省略された。鍔が叉銃し易いためにフック状（龍尾）のものが前期、直状は簡略化された後期との説があるが前期・後期共に両形状の鍔が存在するため正しくはない（末期は全て直状となる）。
柄を握った際に指が当たる部位は曲線で構成され、角も丸められていたが、後期以降になると単純な直線形状になった。木柄は当初はねじ留めされ、後期以降はリベット留めへと移行した。鞘を含めた金属部品（白磨き刀身部分を除く）の表面被膜処理は、当初は青染め（ブルーイング）、その後は黒染めが主体であった。末期では、鞘がゴム製、木製、竹製、皮革製のものがあり、九九式短小銃の粗悪化に並び、日本軍の凋落の象徴とも言われる。その他、刀身に刀剣鋼を用いない刃付けができない教練用銃剣も存在し、学校教練などで使用された。また、前述の通り刃は先端にしかついていないが、軍刀のように斬撃にも使えるようにと戦場で各将兵が各自で研磨して全体に刃を付けた例もあるとされる。
小銃はもとより軽機関銃（九六式軽機関銃・九九式軽機関銃）や機関短銃（一〇〇式機関短銃）にまで着剣可能だった。ただし、軽機に関しては白兵戦の道具としてでは無く、射撃の反動による銃口の跳ね上がりを押さえるための「重り」としての意味合いが強いとする説もあるが、現在残されている資料で確認することはできない（九六式軽機関銃#着剣装置参照）。また機関短銃に関しては、第二次世界大戦前に採用されたチェコスロバキアのZK-383やイタリアのM1938A、オーストリアのS1-100など、さらに戦後のイスラエルのUZIやイギリスのスターリングといった軍用短機関銃にも着剣装置を持つモデルが存在するように、短機関銃が効力を十分に発揮する接近戦や白兵戦において一定の銃剣需要はあったため、決して日本軍独自の発想ではない。
後の第二次世界大戦時には、空挺部隊（落下傘部隊）たる挺進部隊用に、三十年式銃剣の全長（刃長）を約200mm短くし取りまわしを良くした二式銃剣（全長323mm・刃長195mm）が採用され、挺進兵用の二式小銃や一〇〇式機関短銃に用いられている。
なお、事実上の帝国陸軍の後身にあたる戦後に創設された陸上自衛隊においては、採用された64式7.62mm小銃の属品たる64式銃剣は、その開発段階において三十年式銃剣の影響を多分に受けており、全長410mm・刃長290mmと現代銃の銃剣としては長尺なものとなっている。
イギリス軍で第一次世界大戦前に採用された1907年式銃剣は、三十年式銃剣（およびアメリカ軍のM1905）を参考にしたとする説がある。

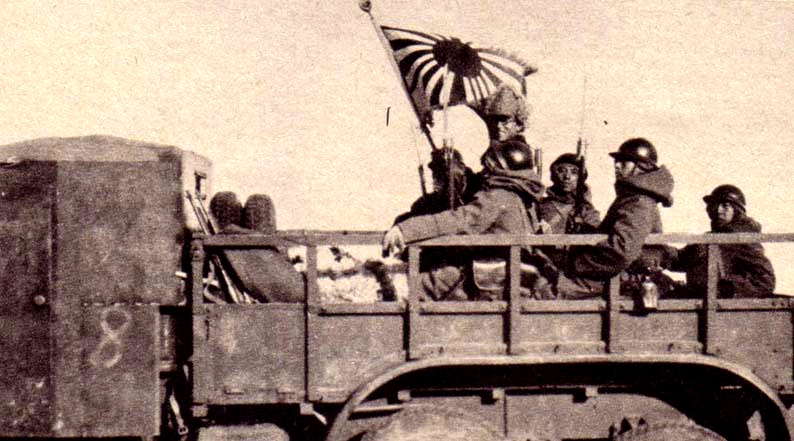
満州事変において三十年式銃剣を着剣した三八式歩兵銃を装備し、軍旗（連隊旗）を護衛する歩兵連隊の旗衛兵。
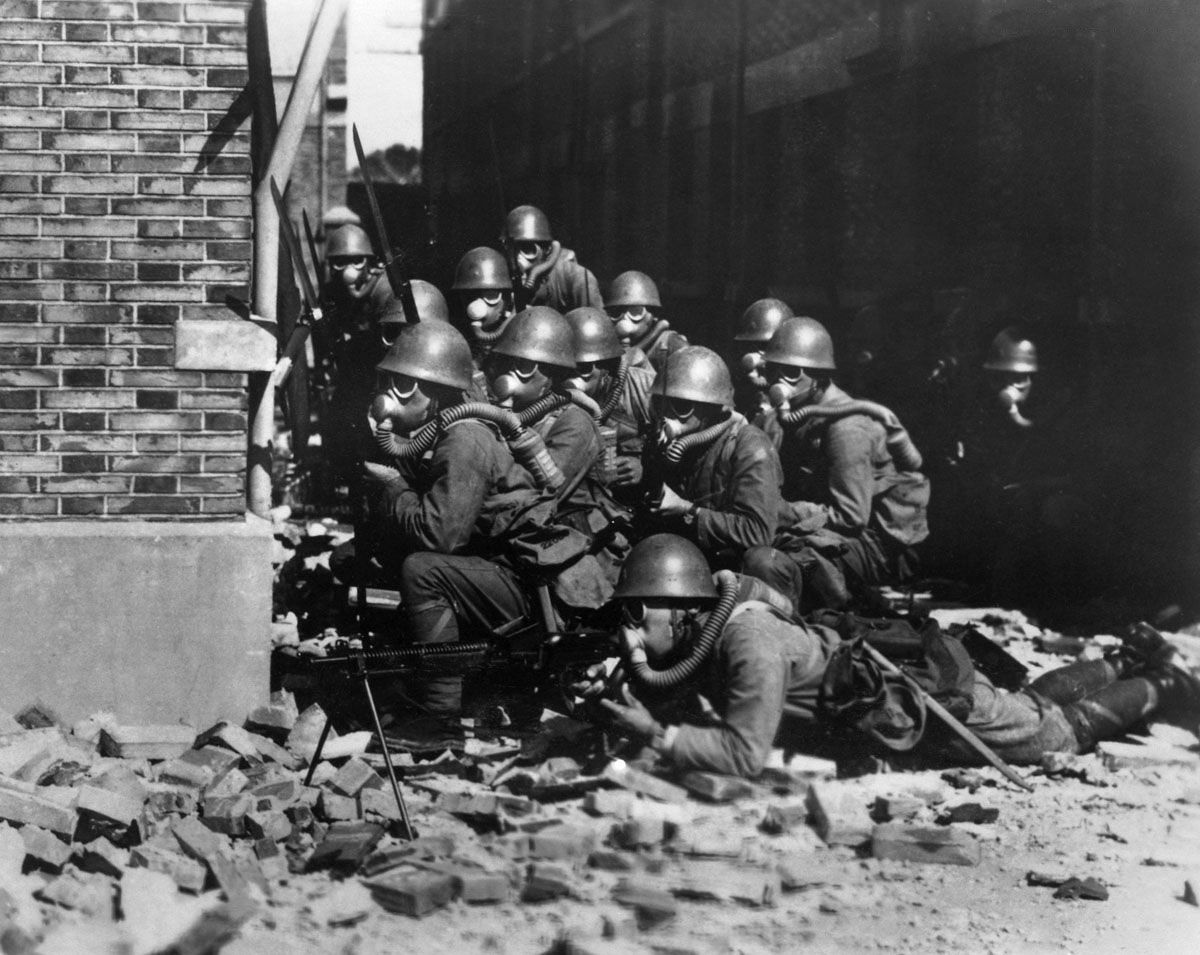
第二次上海事変において、着剣した三八式小銃を装備する海軍陸戦隊隊員たち。
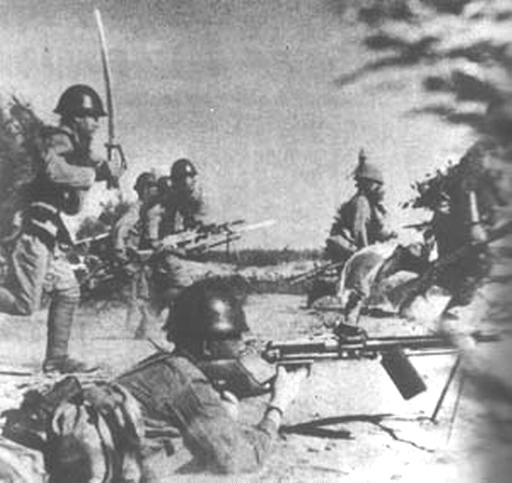
日中戦争において着剣した九六式軽機関銃（左奥）を装備し、攻撃前進ないし突撃中の陸軍の兵士。
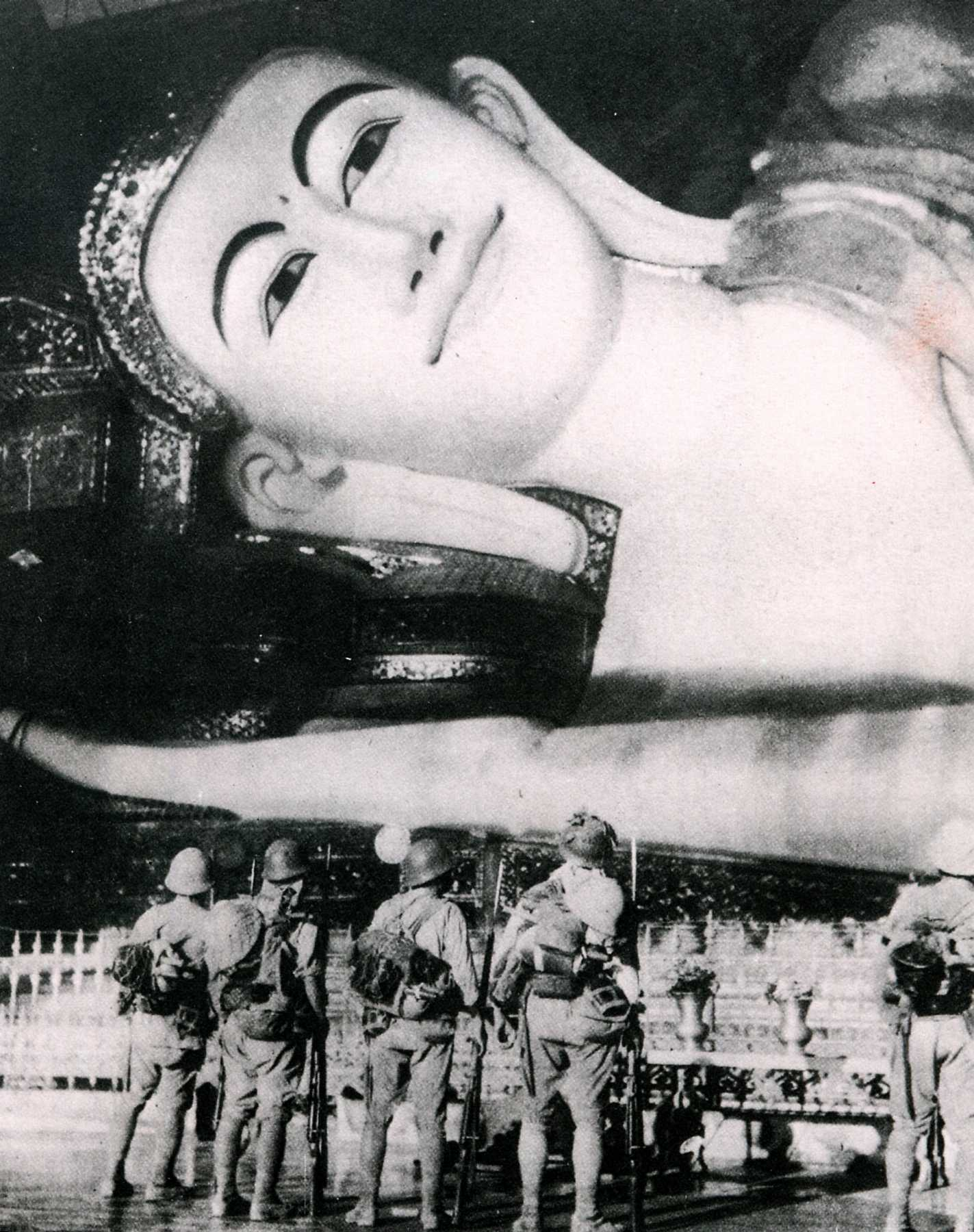
太平洋戦争のビルマにおいて、着剣した三八式歩兵銃を装備する陸軍兵士。
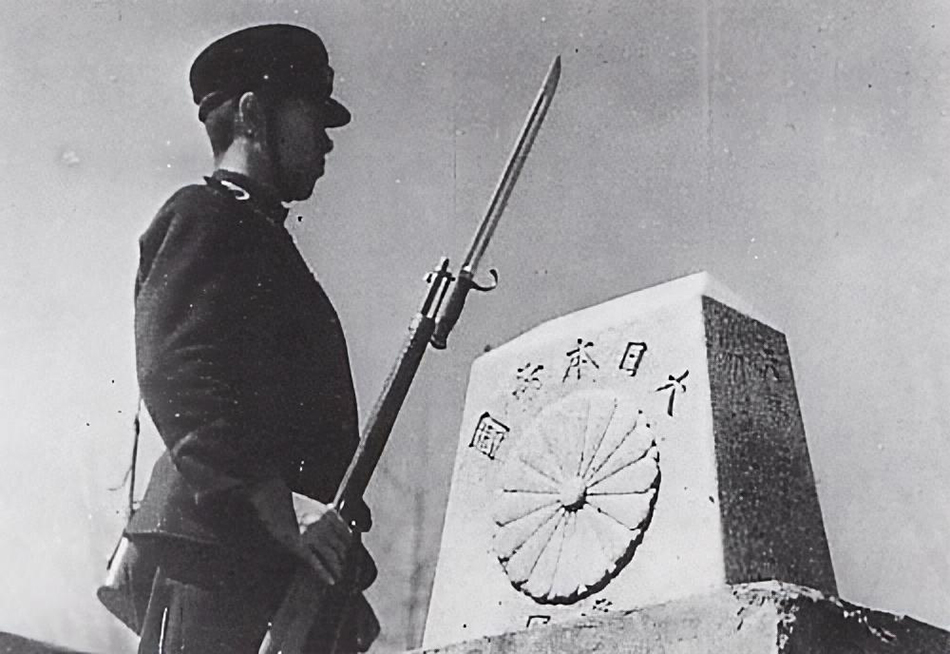
着剣した三八式歩兵銃を装備し、樺太の日ソ国境（50度線）を警備する国境警察隊隊員。